# René Swinnen
René Swinnen (Zoutleeuw, 6 maart 1941 - Tienen, 8 november 2018) was een Belgisch senator en Vlaams Parlementslid.

## Levensloop
Swinnen was beroepshalve leraar Nederlands aan het Koninklijk Atheneum van Diest en was nadien schooldirecteur van de Rijksmiddenschool in de stad.
Voor de SP werd hij verkozen tot gemeenteraadslid van Zoutleeuw, een mandaat dat hij van 1977 tot 2000 uitoefende. Hij was er van 1989 tot 2000 burgemeester. Vervolgens was hij van 2000 tot 2006 bestendig afgevaardigde van de provincie Vlaams-Brabant en van 2006 tot 2012 was hij er provincieraadslid.
In december 1986 volgde hij Henri Boel op in de Senaat als rechtstreeks gekozen senator voor het arrondissement Leuven. Hij bleef dit tot in 1987. Bij de verkiezingen van 1987 werd hij niet verkozen en daarna was hij van 1987 tot 1991 gecoöpteerd senator. Bij de verkiezingen van 1991 werd hij opnieuw senator voor het arrondissement Leuven en dit tot in 1995. 
In de periodes december 1986-december 1987 en januari 1992-mei 1995 had hij als gevolg van het toen bestaande dubbelmandaat ook zitting in de Vlaamse Raad. De Vlaamse Raad was vanaf 21 oktober 1980 de opvolger van de Cultuurraad voor de Nederlandse Cultuurgemeenschap, die op 7 december 1971 werd geïnstalleerd, en was de voorloper van het huidige Vlaams Parlement. Bij de eerste rechtstreekse verkiezingen voor het Vlaams Parlement van 21 mei 1995 werd hij verkozen in de kieskring Leuven. Hij bleef Vlaams volksvertegenwoordiger tot juni 1999. Vanaf 8 juli 1999 mocht hij zich ere-Vlaams volksvertegenwoordiger noemen. Die eretitel werd hem toegekend door het Bureau (dagelijks bestuur) van het Vlaams Parlement. 